# Isoperla viridinervis
Isoperla viridinervis är en bäcksländeart som först beskrevs av Pictet, A.E. 1865.  Isoperla viridinervis ingår i släktet Isoperla och familjen rovbäcksländor. Inga underarter finns listade i Catalogue of Life.